# Acanthogorgia gracillima
Acanthogorgia gracillima is een zachte koraalsoort uit de familie Acanthogorgiidae. De koraalsoort komt uit het geslacht Acanthogorgia. Acanthogorgia gracillima werd in 1909 voor het eerst wetenschappelijk beschreven door Kükenthal. 